# Керкховен (тауншип, Миннесота)
Керкховен (англ. Kerkhoven) — тауншип в округе Суифт, Миннесота, США. На 2000 год его население составило 286 человек.

## География
По данным Бюро переписи населения США площадь тауншипа составляет 93,1 км², из которых 91,8 км² занимает суша, а 1,2 км² — вода (1,31 %).

## Демография
По данным переписи населения 2000 года здесь находились 286 человек, 109 домохозяйств и 79 семей.  Плотность населения —  3,1 чел./км².  На территории тауншипа расположено 118 построек со средней плотностью 1,3 построек на один квадратный километр. Расовый состав населения: 99,65 % белых и 0,35 % приходится на две или более других рас. Испанцы или латиноамериканцы любой расы составляли 1,05 % от популяции тауншипа.
Из 109 домохозяйств в 29,4 % воспитывались дети до 18 лет, в 63,3 % проживали супружеские пары, в 6,4 % проживали незамужние женщины и в 27,5 % домохозяйств проживали несемейные люди. 23,9 % домохозяйств состояли из одного человека, при том 15,6 % из — одиноких пожилых людей старше 65 лет. Средний размер домохозяйства — 2,62, а семьи — 3,15 человека.
22,7 % населения — младше 18 лет, 11,5 % — в возрасте от 18 до 24 лет, 27,6 % — от 25 до 44, 21,7 % — от 45 до 64, и 16,4 % — старше 65 лет. Средний возраст — 36 лет. На каждые 100 женщин приходилось 97,2 мужчин.  На каждые 100 женщин старше 18 приходилось 110,5 мужчин.
Средний годовой доход домохозяйства составлял 32 500 долларов, а средний годовой доход семьи —  38 472 доллара. Средний доход мужчин —  26 528  долларов, в то время как у женщин — 22 750. Доход на душу населения составил 13 944 доллара. За чертой бедности не находилась ни одна семья и 3,3 % всего населения тауншипа, из которых 10,3 % старше 65 лет.